# 지와타촌
지와타촌(千綿村)은 나가사키현 히가시소노기군에 있던 촌이다. 현재의 히가시소노기정, 오무라시에 해당한다.

## 역사
- 1889년 4월 1일 - 정촌제 시행에 의해 히가시소노기군 지와타촌이 성립하였다.
- 1928년 4월 20일 - 일본국유철도 나가사키 본선 (후에 분리된 오무라선)이 개업하여 지와타역이 설치되었다.
- 1959년 5월 1일 - 소노기정과 합병해 히가시소노기정이 성립하여, 지와타촌은 소멸하였다.

## 교통

### 철도
- 일본국유철도
  - 오무라선

## 참고문현
- 角川日本地名大辞典 42 長崎県
- 長崎県東彼杵郡教育会 編 (1917). 《長崎県東彼杵郡誌》. 長崎県東彼杵郡教育会. 354–387쪽. 다음 글자 무시됨: ‘和書 ’ (도움말) - Google ブックス